# Таганрогский автомобильный завод
ООО «Таганрогский автомобильный завод» (ТагАЗ) — бывшая российская компания, собиравшая легковые и грузовые автомобили разных марок на мощностях Таганрогского комбайнового завода в 1997—2014 годах.

## История
- 1997 год — ведётся строительство Таганрогского автомобильного завода по лицензии и технологии южнокорейской Daewoo Motors. Строительство полностью финансируется за счет ФПГ «Донинвест» (Doninvest Finance & Industry Group) с объёмом инвестиций свыше 260 млн долл.[1] При создании используется имеющийся на заводе «Таганрогский комбайновый завод» универсальный конвейер, который быстро переоборудуют для сборки автомобилей. Проект завода разрабатывался ростовскими конструкторами. Строительство заняло год и семь месяцев.
- 12 сентября 1998 года — торжественное открытие завода. Должен был начаться выпуск трех корейских моделей Daewoo Leganza, Nubira и Lanos, которые получили русские названия: «Кондор», «Орион», «Ассоль». Вследствие того, что открытие завода пришлось на самое начало самого тяжёлого в современной истории России экономического кризиса (дефолт 17 августа 1998 года), завод сразу же был переведён в режим консервации. Следующие два года всё оборудование поддерживалось в режиме холостого прогона с целью сохранения работоспособности. Производство автомобилей осуществлялось мелкими сериями по отвёрточной технологии.
- Весна 1999 года — начато пробное серийное производство автомобиля «Орион», однако концерн «Daewoo» не смог обеспечить стабильную поставку комплектующих. Собрав несколько сотен, ТагАЗ приостановил производство.
- Апрель 2000 года — был подписан контракт с концерном PSA о сборке в Таганроге автомобилей Citroen Berlingo. С июня выпускается 5-местный пикап Citroën Berlingo MkI под маркой «Орион-М» с бензиновым двигателем по лицензии Citroen. Подписано соглашение с Hyundai Motor Company о начале лицензированного производства в Таганроге автомобиля Hyundai Accent.
- Апрель 2001 года — сходит с конвейера первый Hyundai Accent российской сборки.
- 2002 год — начато производство Hyundai Accent с автоматической коробкой передач.
- 2003 год — начато промышленное (сборка из крупноузловых комплектов) производство Hyundai Accent.
- 2004 год — начато промышленное производство Hyundai Sonata. ТагАЗ отмечен наградой Hyundai за высокий уровень организации производства.
- 2005 год — начато производство коммерческого малотоннажного грузовика Hyundai Porter. Создание конструкторского бюро «TAGAZ KOREA» в Сеуле (Южная Корея). Выручка завода составила 12,47 млрд руб. (433,42 млн $), чистый убыток — 390,35 млн руб. (13,56 млн $).
- 2006 год — ТагАЗ удостоен награды «Лучший коммерческий автомобиль 2006 года в России» за Hyundai Porter. Начато производство автобусов Hyundai County.
- Апрель 2007 года — начался выпуск старого поколения внедорожника Hyundai Santa Fe.
- Май 2008 года — начато производство Hyundai Elantra XD.[2]
- Март 2009 года — ТагАЗ выводит на российский рынок два автомобиля собственной разработки. Это седан класса C2, проект носит название Tagaz C100, позже машина получает имя Tagaz Vega, а также коммерческий малотоннажный грузовик Tagaz Master с дизельным двигателем, первоначально имеющий название T-100 и T-150 для версии грузоподъемности 1 и 1,5 т, соответственно. Представлен автобус для перевозки детей на базе Hyundai County, оснащенный системой мониторинга транспортных средств на основе спутниковой системы навигации ГЛОНАСС.
- 2010 год — Сбербанк организует реструктуризацию долга ТагАЗа.[3] Анонсировано строительство третьего производственного завода в Бангладеш с инвестициями $2 млрд. Приобретен необходимый земельный участок в районе Кишоренганж. По плану продажа первого автомобиля должна произойти в 2012 году.[4][5][6] В апреле на выставке КОМТРАНС (Москва) была представлена новая модель 14 местного автобуса TagAZ LC-100 BUS, созданного на базе TAGAZ LC-100 Master.[7] Также в выставке участвовали модели автобусов Hyundai County, Hyundai County Long и низкопольный РоАЗ-5236. 5 июля ТагАЗ заключил соглашение о партнерстве с китайской BYD Auto.[8] По этому соглашению завод наладит сборку среднеразмерных седанов BYD F3 по полному циклу и будет продавать их через свою дилерскую сеть. В октябре начата сборка автомобилей под брендом Vortex: Corda (рестайлинг Chery Amulet) и Tingo (измененный Chery Tiggo).[9]
- 2011 год — Начало продаж автомобиля Tagaz C10,[10] являющегося локализованной версией китайского автомобиля JAC A138 Tojoy.[11]
- В январе 2013 года завод стал принимать заказы на покупку нового автомобиля, купе Tagaz Aquila (продажи должны начаться в марте).[12]
- С начала 2013 года компанией Fiat SpA ТагАЗ рассматривается как площадка для крупноузловой сборки внедорожников Jeep Grand Cherokee[13].
- В июне 2013 года стало известно, что созданная на производственной базе ТагАЗа/ТагАвтоПрома компания «Эч Ти Авто» будет производить автомобили из машинокомплектов фирмы «Chery».[14]

### Банкротство
С наступлением мирового финансового кризиса, в 2009 году, объём производства «ТагАЗа» упал в три раза, задолженность перед банками достигла 20 млрд руб. В 2010 году задолженность перед большинством банков была реструктуризирована, остался только долг перед банком ВТБ в размере 5,8 млрд руб. Банк подал в суд заявление о признании «ТагАЗа» банкротом, но в декабре 2011 года, после совместного совещания с собственниками предприятия с участием премьер-министра Владимира Путина все-таки договорился реструктуризировать задолженность и отозвал иск.
Тем не менее, в начале апреля 2012 года в арбитражный суд Ростовской области вновь поступил иск о банкротстве «ТагАЗа», на этот раз от самого предприятия.
В мае 2012 года стало известно, что из 3795 человек, работающих на предприятии, будут сокращены 2695, по словам руководства завода, данное решение продиктовано спадом производства с 3000 автомобилей в месяц до 1500 при фонде оплаты труда в 50 миллионов рублей.
10 сентября 2012, по информации Центра занятости населения Таганрога, ООО «Таганрогское автомобильное производство» («ТагАвтоПром») сократило 1308 человек.
В июне 2012 года Арбитражный суд Ростовской области ввел в отношении ООО «Таганрогский автомобильный завод» процедуру наблюдения на основании заявления самого предприятия, а позднее — внешнее управление сроком на 18 месяцев. На производственных площадях ТагАЗа было создано ООО «ТагАвтоПром». 25 сентября 2012 года Арбитражный суд Ростовской области ввел процедуру наблюдения в «ТагАвтоПром» по его заявлению, а в апреле 2013 года — конкурсное производство. Еще до этого, летом 2012 года, большая часть работников «ТагАвтоПрома» была переведена в ООО «Эйч ти авто», также принадлежавшее группе «Донинвест».
21 января 2014 года по решению Арбитражного суда Ростовской области ООО «Таганрогский автомобильный завод» было признано банкротом, было начато конкурсное производство.
В связи с приобретением Андреем Разиным банка «Донинвест» и группы предприятий ТагАЗ в мае 2014 года были анонсированы планы нового собственника по возобновлению в полном объёме промышленной сборки автомобилей на ТагАЗе, главным образом малотоннажных грузовых автомобилей, коммунальных автомобилей на их базе, школьных автобусов и специальных микроавтобусов для транспортировки инвалидов.
- В августе 2014 года Таганрогским автомобильным заводом в рамках конкурсного производства были выставлены на торги непрофильные активы, находящиеся в залоге Юникредит банка: база отдыха «Родник» (Неклиновский район, Ростовская область), гостиница «Ассоль» (Таганрог), поликлиника (Таганрог)[22].
- В сентябре 2016 года арбитражный суд Ростовской области признал банкротом основателя Таганрогского автомобильного завода (ТагАЗ) Максима Парапонова и открыл процедуру реализации его имущества.
- В апреле 2016 года завод объявил два аукциона — по продаже автомобилей и оборудования. Купить представленные авто можно было только оптом: начальная цена лота, в который входят около 100 машин, составляла 49 млн рублей.
- С сентября 2016 года бывшим работникам начали выплачивать задолжности. При долгах, исчисляемых десятками тысяч рублей на каждого работника, бывшие сотрудники «ТагАЗа» получают по 100—300 рублей.

По состоянию на 2019 год имущество не было продано. Оборудование пришло в негодность, а здания продолжают постепенно разрушаться.
В 2020—2021 гг. недвижимость ТагАЗ была продана компаниям, специализирующимся на торговле металлоломом, оборудование было утилизировано. . 
В будущем (2020-е) площадка завода станет основой для производства сельскохозяйственной и коммунальной техники, впоследствии предполагается выпускать и прицепную и навесную технику. Предприятие построит компания «Ростсельмаш», размер инвестиций составит около 1,5 млрд рублей.

## Собственники и руководство
Акции предприятия принадлежали следующим компаниям (по данным на 30.06.2009)
- Ikaria Interntional Technologies Aktienges — 19,63 %;
- Pemberton Establishment — 19,17 %;
- Fortum Aktiengesellschaft — 17,41 %;
- Di Technologies GMBH — 14,78 %;
- Sapor Invest Inc. — 14,64 %;
- Asha Holding Aktiengesellschaft — 14,37 %.

Фактический владелец — М. Ю. Парамонов, российский предприниматель, генеральный директор финансово-промышленной группы «Донинвест».

## Производственные мощности
Завод с производством полного цикла общей площадью 60 тыс. м²  был составлен из 5 цехов:
- сварочно-кузовной цех;
- цех окраски;
- сборочный цех (4 линии);
- цех гальваники;
- цех функционального тестирования.

Конвейерная линия ТагАЗа размещалась по вертикали — на четырёх этажах главного корпуса завода. Сообщение между уровнями было организовано при помощи системы лифтов и подъемников. Каждый из уровней был оборудован монорельсами, подъемными и транспортными механизмами. Оборудование располагалось очень компактно.
Все выпущенные с конвейера автомобили проходили дорожный тест на треке с различными дорожными покрытиями.

## Показатели деятельности
Производственная мощность завода — 180 000 единиц 6 разных моделей автомобилей в год.
| 1999 | 2000 | 2003 (за 9 месяцев) | 2004   | 2005   | 2006   | 2007   | 2008    | 2009   | 2010   | 2011   |
| ---- | ---- | ------------------- | ------ | ------ | ------ | ------ | ------- | ------ | ------ | ------ |
| 586  | 298  | 3810                | 25 602 | 45 417 | 55 900 | 79 620 | 106 322 | 29 240 | 25 166 | 30 551 |

## Модельный ряд
Под брендом Doninvest (лицензионные копии Daewoo)
- Doninvest Kondor
- Doninvest Orion
- Doninvest Assol

Vortex — бренд завода ТагАЗ для выпускавшихся им автомобилей Chery. Первым автомобилем стал Vortex Estina. Автомобили, выпускавшиеся под маркой Vortex, являлись лицензионными копиями автомобилей компании Chery Automobile с незначительными изменениями экстерьера и другими внесенными доработками. Распространением на российском рынке занималась официальная дилерская сеть ТагАЗ.
Под брендом Vortex (лицензионные копии Chery)
- Vortex Estina
- Vortex Estina FL-C
- Vortex Corda
- Vortex Tingo
- Vortex Tingo FL

Под брендом Tagaz
- Tagaz Tager
- Tagaz Road Partner
- Tagaz Master
- Tagaz Vega
- Tagaz C10
- Tagaz C30
- Tagaz C190
- Tagaz Hardy
- Tagaz Aquila

Автомобили компании Hyundai
- Hyundai Accent
- Hyundai Sonata
- Hyundai Porter
- Hyundai Elantra XD
- Hyundai Santa Fe
- Hyundai County
- Hyundai HD500
- Hyundai Trago Xcient

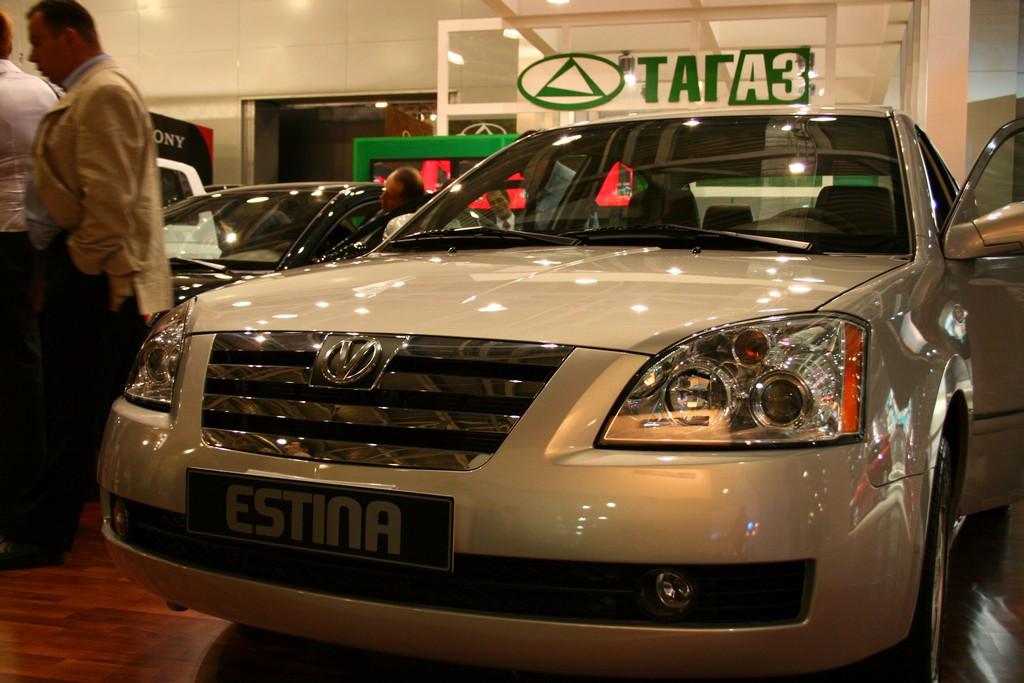
Vortex Estina

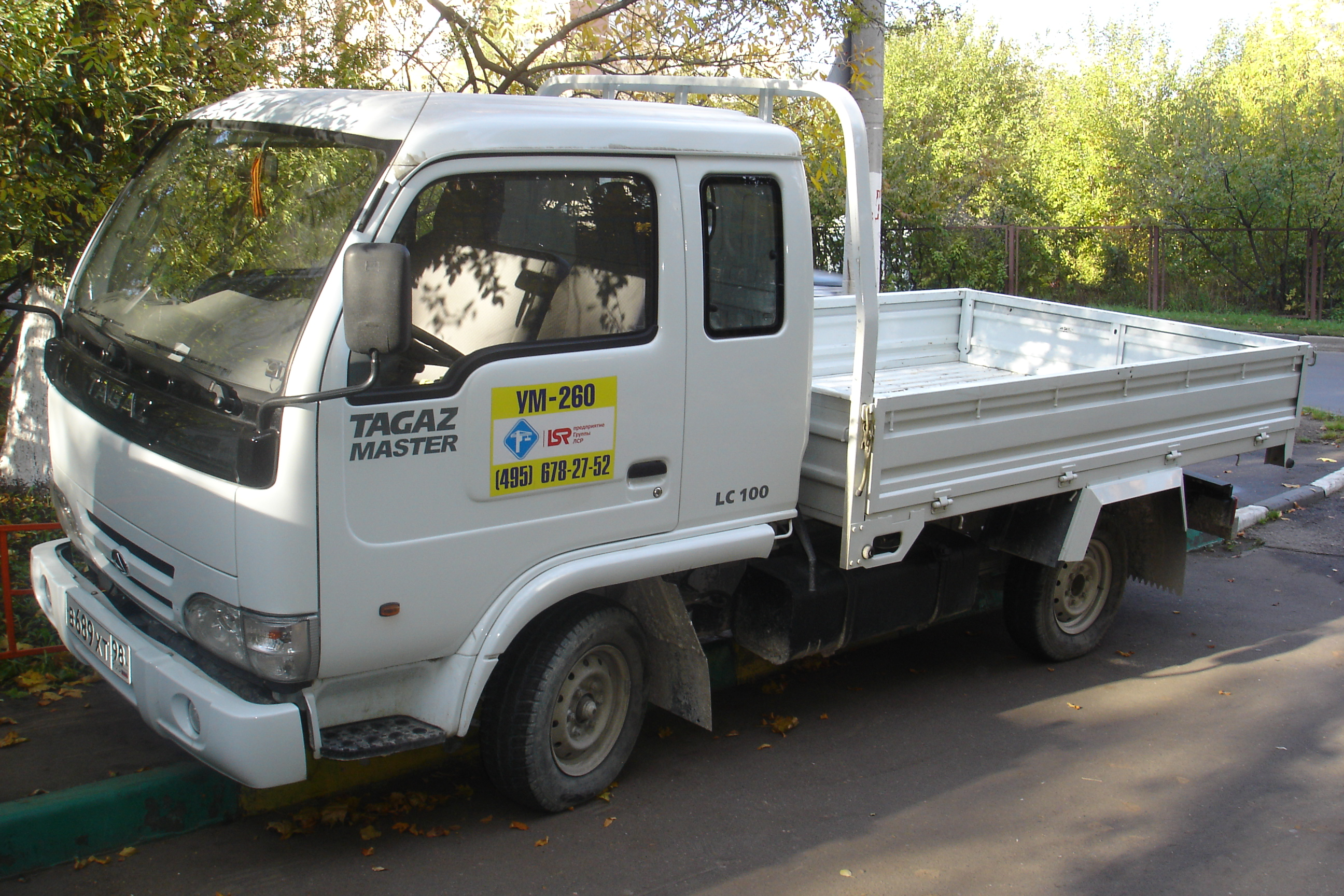
Tagaz Master

В мае 2010 года стало известно, что в связи с запуском собственного завода Hyundai под Санкт-Петербургом и увеличением объёмов продаж автомобилей марки Tagaz руководство Таганрогского автомобильного завода приняло решение о прекращении производства корейских авто. В I квартале 2010 года собранные на заводе автомобили марки Hyundai были реализованы в количестве 4463 экземпляра, а одна только Vortex Estina разошлась тиражом в 1052 экземпляра. На 23 мая 2010 года ТагАЗ уже свернул выпуск Hyundai Sonata, продолжая выпуск коммерческих автомобилей Hyundai Porter.
Под брендом BYD
- BYD F3